# 文上麻呂
文 上麻呂（ふみ の かみまろ、生没年不詳）は、奈良時代の貴族。姓は忌寸。官位は外従五位下、右京亮

## 出自
文氏は朝廷において文筆を業とした漢系渡来氏族で、東漢氏系の文直（書直）と、西文氏系の文首（書首）の2種類の系統がある。いずれも、天武朝における八色の姓の制定を通じて忌寸姓に改姓しており、上麻呂がどちらの系統に属するかは明らかでない。

## 経歴
聖武朝末に左少史を務める。また、勲十二等の勲位を持っていたことから、蝦夷征討に参画していた可能性もある。
孝謙朝の天平勝宝3年（751年）外従五位下に叙せられる。同4年（752年）4月には、土師牛勝とともに、大仏開眼供養に楯伏舞々頭を奉仕している。天平勝宝6年（754年）4月に右京亮となるが、この時の左京亮には藤原武良志が任ぜられている。同年7月の太皇太后・藤原宮子の葬儀の際、橘諸兄・文室珎努・紀麻路・安宿王・厚見王・多治比国人・多治比木人・紀男梶・阿倍毛人・石川豊成とともに御装束司を務めた。

## 官歴
注記のないものは『続日本紀』による。
- 時期不詳：正六位上。勲十二等
- 天平20年（748年） 11月：見左少史[3]
- 天平勝宝3年（751年） 正月25日：外従五位下
- 天平勝宝6年（754年） 4月5日：右京亮。7月20日：御装束司（太皇太后・藤原宮子葬儀）